# Sérignac-Péboudou

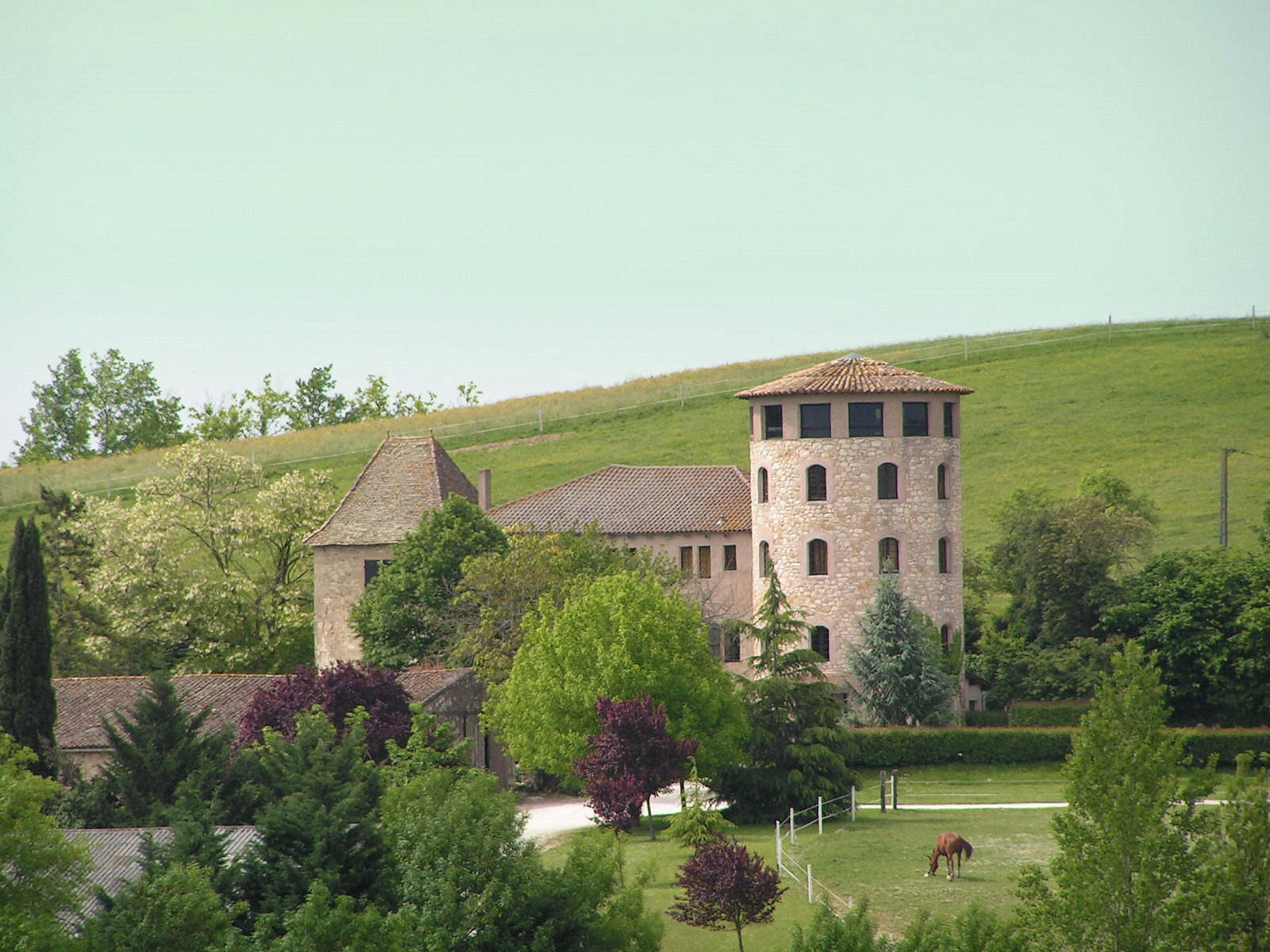
Domein La Colombe

Sérignac-Péboudou is een gemeente in het Franse departement Lot-et-Garonne (regio Nouvelle-Aquitaine) en telt 169 inwoners (1999). De plaats maakt deel uit van het arrondissement Villeneuve-sur-Lot.

## Geografie
De oppervlakte van Sérignac-Péboudou bedraagt 11,9 km², de bevolkingsdichtheid is 14,2 inwoners per km².
De onderstaande kaart toont de ligging van Sérignac-Péboudou met de belangrijkste infrastructuur en aangrenzende gemeenten.

## Demografie
Onderstaande figuur toont het verloop van het inwonertal (bron: INSEE-tellingen).